# Ys III: Wanderers from Ys
Ys III: Wanderers from Ys (イースIII -ワンダラーズフロムイース- Īsu Surī -Wandarāzu Furomu Īsu-?) es un videojuego de rol de acción desarrollado por Nihon Falcom. Es el tercer juego de la serie Ys.
Ys III fue publicado inicialmente para NEC PC-8801 y NEC PC-9801 en 1989, y las versiones para MSX 2 y Sharp X68000 un poco después. En 1991, se producen una serie de versiones para videoconsolas: las versiones para TurboGrafx-CD, Nintendo Entertainment System, Super Nintendo y Mega Drive. Además, en 2005 Taito Corporation publicó una versión para PlayStation 2.
Las versiones para TurboGrafx-CD, Super Nintendo, y Mega Drive, así como la versión remasterizada para PlayStation Portable, Ys: The Oath in Felghana, cuentan con versiones oficiales en inglés. Además, las versiones para NES y MSX 2 han sido traducidas por los aficionados.

## Trama
La escena de apertura informa al jugador que ha pasado tres años desde los acontecimientos de Ys I y II y un año después de Ys IV: Mask of the Sun. Adol Christin y su amigo Dogi está en un viaje al pueblo de Dogi de Redmont, en el continente de Felghana. Al llegar, se enteran de que la gente del pueblo están siendo amenazados por los hombres desde el cercano castillo de Valestein. Siempre listo para la aventura, Adol decide asumir la tarea de ayudar a cabo.
Ya en Redmont, Adol es advertido por los mineros que escaparón de la cantera de Tigray, debido a monstruos que emergieron, lo que fue erradicado por Adol en la primera instancia.
Después de contar con lo sucedido en Redmont y tras la obtención de la primera estatua, Adol debe ir a las ruinas de Illsburn, pero es detenido por Chester, hermano de Elena, arrojando al volcán adjunto a las ruinas, pero sale de ella, no sin obtener una segunda estatua y tras repentinas batallas.
Adol se devuelve a la cantera Tigray debido a la segunda oleada de monstruos. Además, Adol detecta la estatua de Genos, que detalla que esas 4 estatuas sella a Galbalan, un enemigo de los alados, y detecta que Galbalan está a punto de revivir, lo cual debe eliminarlo antes de que sea tarde.
Tras la obtención de la tercera estatua, Adol cuenta lo sucedido en Redmont, y parte a la montaña Eldarm en búsqueda de la cuarta estatua. Dogi destruye el muro que le bloquea el regreso a Adol, pero es interrumpido por Chester al salir de la cueva, lo que Dogi intercepta el ataque a Adol en el proceso. Además, Chester le arrebató las 4 estatuas que Adol le entregó a Dogi.
Debido a la gravedad, Adol lleva a Dogi a una cabaña custodiada por un leñador, y advierte a los ciudadanos de Redmont debido a que está siendo atacada durante su ausencia. Debido a que Elena no está, Adol parte al castillo Valestein y debe detener a los soldados liderados por Garland. Pero la situación no termina ahí: las estatuas, absorbidas por la torre del reloj, hizo que Galbalan despertase. Adol debe contar al resto de Redmont lo sucedido antes de partir a la isla Genos.
En Genos, existe un laberinto interminable, que al completar, se encuentra el altar del sello, y de paso, se encuentra Elena capturada. Antes de que Galbalan dejase sin vida a Elena, Chester aparece a rescatarla, lo que Adol inicia la batalla a muerte contra Galbalan, el cual Adol gana. Para complicar las cosas, la isla está a punto de destruirse, por lo que Chester debe sellar a Galbalan de nuevo, pero antes, deja a Elena inconsciente, motivo para que Adol y Dogi lo llevase fuera de la isla.
Elena despierta triste debido a la muerte de su hermano, pero para empeorar las cosas, Adol deja Felghana en busca de nuevas aventuras. Dogi se despide de Adol para reparar Redmont y Valestein, terminando el juego.

## Jugabilidad
El modo de juego de Ys III es un marcado alejamiento de los primeros dos juegos anteriores. En lugar de la vista de cámara utilizado anteriormente de arriba hacia abajo, Ys III se ha convertido en una plataforma de juego de estilo de desplazamiento lateral de acción. El combate también ha cambiado: el jugador debe pulsar un botón para hacer cortar con su espada y atacar a los enemigos.
Las estadísticas de estilo RPG y un sistema de experiencia, todavía existe en Ys III, sin embargo. Una nueva adición a esta área es el sistema de "anillo": Adol puede adquirir y equipar a los anillos que proporcionan efectos especiales mientras equipada. Un nuevo atributo, "Poder del anillo", se consume, mientras que los anillos están activos.

## The Oath in Felghana
En 2005, Falcom publicó Ys III: The Oath in Felghana para Microsoft Windows, una remasterización de Ys III. The Oath in Felghana modifica y amplía enormemente la historia del original Ys III, y amplía las mazmorras para extender la duración del juego. El desplazamiento lateral se sustituyó con un motor de videojuego 3D, que se basó en el utilizado en Ys VI: The Ark of Napishtim. Fue traducido al inglés por algunos fanes que ahora son fundadores de XSEED Games.
En 2010, Falcom publicó una versión de Ys: The Oath in Felghana para la PlayStation Portable; más tarde en ese mismo año, XSEED Games la publicó oficialmente en inglés. Se puede alternar los BGM por la original PC98, la versión X68000 o la nueva edición de Windows.
En 2012, Falcom y XSEED Games publicaron una versión traducida oficial de Ys: The Oath in Felghana para Microsoft Windows vía Steam.